# ليون (المكسيك)
ليون (بالإسبانية: León) هي مدينة مكسيكية، تأسست في يناير 1576. تسمى رسمياً ليون دي لوس ألداما (بالإسبانية: León de los Aldama)، وتحتل الترتيب السابع بين أكثر مدن المكسيك سكاناً، والمركز الأول بين مدن ولاية غواناخواتو. هي أيضاً مقر بلدية ليون، وتشتهر بصناعة الجلود ومنتجاتها وتصديرهما.

## المناخ
يظهر الجدول التالي التغييرات المناخية على مدار السنة لليون:
| البيانات المناخية لـليون                            | البيانات المناخية لـليون | البيانات المناخية لـليون | البيانات المناخية لـليون | البيانات المناخية لـليون | البيانات المناخية لـليون | البيانات المناخية لـليون | البيانات المناخية لـليون | البيانات المناخية لـليون | البيانات المناخية لـليون | البيانات المناخية لـليون | البيانات المناخية لـليون | البيانات المناخية لـليون | البيانات المناخية لـليون |
| الشهر                                               | يناير                    | فبراير                   | مارس                     | أبريل                    | مايو                     | يونيو                    | يوليو                    | أغسطس                    | سبتمبر                   | أكتوبر                   | نوفمبر                   | ديسمبر                   | المعدل السنوي            |
| --------------------------------------------------- | ------------------------ | ------------------------ | ------------------------ | ------------------------ | ------------------------ | ------------------------ | ------------------------ | ------------------------ | ------------------------ | ------------------------ | ------------------------ | ------------------------ | ------------------------ |
| الدرجة القصوى °م (°ف)                               | 30.0 (86.0)              | 33.0 (91.4)              | 35.5 (95.9)              | 42.2 (108.0)             | 39.5 (103.1)             | 38.0 (100.4)             | 34.5 (94.1)              | 36.0 (96.8)              | 33.5 (92.3)              | 37.0 (98.6)              | 33.0 (91.4)              | 36.5 (97.7)              | 42.2 (108.0)             |
| متوسط درجة الحرارة الكبرى °م (°ف)                   | 23.6 (74.5)              | 25.7 (78.3)              | 28.2 (82.8)              | 30.5 (86.9)              | 31.7 (89.1)              | 29.9 (85.8)              | 27.5 (81.5)              | 27.6 (81.7)              | 27.1 (80.8)              | 26.9 (80.4)              | 25.8 (78.4)              | 24.0 (75.2)              | 27.4 (81.3)              |
| المتوسط اليومي °م (°ف)                              | 15.7 (60.3)              | 17.3 (63.1)              | 19.5 (67.1)              | 22.1 (71.8)              | 23.7 (74.7)              | 23.1 (73.6)              | 21.3 (70.3)              | 21.4 (70.5)              | 21.0 (69.8)              | 19.7 (67.5)              | 17.9 (64.2)              | 16.2 (61.2)              | 19.9 (67.8)              |
| متوسط درجة الحرارة الصغرى °م (°ف)                   | 7.7 (45.9)               | 8.9 (48.0)               | 10.9 (51.6)              | 13.8 (56.8)              | 15.7 (60.3)              | 16.4 (61.5)              | 15.2 (59.4)              | 15.2 (59.4)              | 14.8 (58.6)              | 12.5 (54.5)              | 10.0 (50.0)              | 8.3 (46.9)               | 12.5 (54.5)              |
| أدنى درجة حرارة °م (°ف)                             | 0.0 (32.0)               | −1.5 (29.3)              | 0.0 (32.0)               | 3.0 (37.4)               | 8.5 (47.3)               | 7.0 (44.6)               | 7.0 (44.6)               | 3.0 (37.4)               | 5.0 (41.0)               | 3.0 (37.4)               | 1.0 (33.8)               | −2.5 (27.5)              | −2.5 (27.5)              |
| معدل هطول الأمطار مم (إنش)                          | 15.1 (0.59)              | 11.0 (0.43)              | 5.7 (0.22)               | 8.1 (0.32)               | 24.6 (0.97)              | 107.5 (4.23)             | 182.6 (7.19)             | 160.0 (6.30)             | 111.5 (4.39)             | 39.3 (1.55)              | 9.4 (0.37)               | 6.5 (0.26)               | 681.3 (26.82)            |
| متوسط الأيام الممطرة (≥ 0.1 mm)                     | 2.7                      | 1.6                      | 1.3                      | 2.0                      | 4.9                      | 11.6                     | 16.2                     | 13.3                     | 10.3                     | 5.0                      | 1.3                      | 1.4                      | 71.6                     |
| المصدر: SMN (normals 1981-2010, extremes 1947-2011) |                          |                          |                          |                          |                          |                          |                          |                          |                          |                          |                          |                          |                          |

## توأمة
لليون (المكسيك) اتفاقيات توأمة مع كل من:
- سان دييغو (1969 - )
- لوبوك
- لاس فيغاس
- كانغاس دي أونيس
- ليون
- نوفو هامبورغو
- ليون، نيكاراغوا
- تيخوانا
- سوجو

## أعلام
- دويليو دافينو
- لوسيا منديز
- هانريش فون إيكارد
- راؤول كوردوبا
- ميغيل غوتيريز
- إفراين أميزكوا
- أورورا كوريا
- خوسيه روزاس مورينو
- فرانسيسكو فونسيكا
- فيسينتي فوكس